# زن (فیلم ۱۳۵۶)
زن فیلمی به کارگردانی و نویسندگی یوسف ایروانی محصول سال ۱۳۵۶ خورشیدی است. این فیلم محصول «خانه فیلم ایران» به تهیه‌کنندگی علی مرتضوی، مدیر این شرکت فیلمسازی است.

## خلاصه داستان
منصور در مدرسه دانش آموز ناراحتی است. مادرش شیرین طلاق گرفته و پدرش اسمال آقا، جاهل بزن بهادر زیر بازارچه است. افسانه، معلم منصور به پسرك علاقمند می‌شود و از اسمال می خواهد كه از كارهای خلاف دست بكشد و به تربیت پسرش بپردازد. اسمال كه بیشتر اوقاتش را با نادیا و در درگیری با قلی می‌گذراند، می پذیرد تا این كه جلال مرافعه‌ای راه می‌اندازد و اسمال به زندان می‌افتد. افسانه پس از آزاد شدن اسمال و دوستانش را به كار در كارگاه تراش كاری عمویش می‌گمارد. اسمال به افسانه علاقمند می‌شود، و وقتی قلی افسانه را با اتومبیل زیر می‌گیرد او را به بیمارستان می‌برد و باعث نجاتش می‌شود. اسمال از افسانه تقاضای ازدواج می‌كند و افسانه ظاهراً می‌پذیرد؛ اما در شب عروسی همسر سابق اسمال سرسفره‌ی عقد حاضر می‌شود. افسانه، پس از این كه موجب وصلت اسمال با همسر سابقش می‌شود، برای ادامه‌ی تحصیل به فرنگ می‌رود.

## بازیگران
بازیگران فیلم به ترتیب نمایش در عنوان‌بندی ابتدایی فیلم :
1. بهمن مفید
2. سپیده
3. شهرام ثمینی‌پور
4. جلال پیشواییان
5. نادره (حمیده خیرآبادی)
6. نادیا
7. محمد بانکی
8. نریمان شیری فرد
9. ذبیح‌الله ذبیح‌پور
10. حسین شهاب
11. خالدی
12. فریده بیات
13. عباس حکمت آرا
14. لیدا

## تولید
شهریور ۱۳۵۵: پایان مراحل فنی تولید فیلم زن و آماده ارایه به کمیسیون نمایش وزارت فرهنگ و هنر 

## گروه موسیقی
- حسین واثقی: موسیقی متن
- عهدیه: خواننده
- حسین حیدری: خواننده
- آهنگساز: ناصر تبریزی
- شاعر: رضا شمسا